# Chris de Jong
Chris de Jong (25 mei 1990) is een Nederlands professioneel gamer.

## Carrière
De Jong startte zijn carrière in 2012 bij Karont3 e-Sports Club als professioneel CS:GO gamer. Na enkele wissels bij andere teams kwam hij in oktober 2013 terecht bij e-sportorganisatie Mousesports.
Hier bleef De Jong langdurig als vaste speler in het team. Uiteindelijk nam hij de rol van teamleider aan. Hij werd bekend als een van de topspelers in CS:GO met een Arctic Warfare Police (AWP), een type sluipschuttersgeweer.
Tijdens de GFinity LAN in Londen kwam Mousesports in de halve finale van het toernooi. Ondanks het uitschakelen van tegenstanders Virtus.Pro uit Polen en EnVyUs uit Frankrijk werd de halve finale uiteindelijk gewonnen door het Zweedse team Ninjas in Pyjamas.
In 2018 wist De Jong tijdens de ESL One in New York tegenstander Team Liquid uit te schakelen. Dit leverde Mousesports 125.000 dollar aan prijzengeld op.
Na een nederlaag tijdens het IEM Katowice Major-toernooi in 2018, werd De Jong op de bank gezet. Er kwamen drie nieuwe spelers die opnieuw met De Jong een team vormden. Begin 2019 maakte Mousesports bekend dat De Jong weer in het actieve team zal spelen.
In 2019 wist De Jong twee grote prijzen te winnen, de Asia Championships en het ESL Pro League Season 10. Hij won ook een kleinere prijs dat jaar door als eerste te eindigen op CS Summit 5. Datzelfde jaar eindigde zijn team tweede in de finale op Epicenter met een eindstand van 1-2 tegen Team Vitality.
In 2020 werd De Jong en zijn team eerste tijdens Ice Challenge.

## Teams
- Karont3 e-Sports Club (2012)
- ChillTeam (2012)
- LowLandLions (2012-2013)
- n!faculty (2013)
- Playing Ducks (2013)
- PartyDaddlers (2013)
- Mousesports (2013-2021)
- FunPlus Phoenix (2021)
- Mousesports (2021-2022)

## Prestaties
| Jaar | Rang  | Toernooi                           | Eindscore |
| ---- | ----- | ---------------------------------- | --------- |
| 2016 | 3e-4e | ELeague                            | 0 - 2     |
| 2016 | 3e-4e | ESL Pro League Finals              | 0 - 2     |
| 2017 | 1e    | ESG Tour Mykonos                   | 3 - 2     |
| 2017 | 2e    | Esports Championchip Series Finals | 1 - 2     |
| 2018 | 1e    | StarLadder & i-League StarSeries   | 2 - 1     |
| 2018 | 1e    | V4 Future Sports Festival          | 2 - 1     |
| 2018 | 2e    | ESL One                            | 2 - 3     |
| 2018 | 3e-4e | ELeague CS:GO                      | 0 - 2     |
| 2018 | 1e    | ESL One                            | 3 - 2     |
| 2018 | 3e-4e | ESL Pro League Finals              | 0 - 2     |
| 2019 | 1e    | CS:GO Asia Championships 2019      | 2 - 0     |
| 2019 | 1e    | ESL Pro League Season 10 Finals    | 3 - 0     |
| 2019 | 2e    | EPICENTER 2019                     | 1 - 2     |
| 2020 | 1e    | ICE Challenge 2020                 | 2 - 1     |

bron

## Trivia
Chris de Jong is een van de oprichters van de Counter-Strike Professional Players' Association (CSPPA).